# Depo kolejových vozidel Olomouc
Depo kolejových vozidel Olomouc (DKV Olomouc) bylo jednou z oblastních výkonných jednotek typu DKV u Českých drah a. s. 
K dalším změnám došlo od prosince 2007, kdy byla nákladní doprava včetně vozidel vyčleněna do společnosti ČD Cargo a byly zrušeny tři jednotky DKV Českých drah. V rámci této změny byly ze zaniklého DKV Ostrava do struktury DKV Olomouc začleněny provozní jednotky a provozní pracoviště Bohumín, Suchdol nad Odrou, Valašské Meziříčí, Studénka, Otrokovice, Kroměříž a Frýdek-Místek.
Po reorganizaci v roce 2018 se tato pracoviště stala součástí Oblastního centra údržby Východ.

## Struktura DKV Olomouc
Stav k 1. 12. 2007, PJ = provozní jednotka, PP = provozní pracoviště
- PJ Bohumín (PP Český Těšín, PP Frýdek-Místek, PP Krnov, PP Opava, PP Osoblaha, PP Rýmařov, PP Studénka, PP Suchdol nad Odrou)
- PJ Olomouc (PP Červenka, PP Hanušovice, PP Lipová Lázně, PP Olomouc, PP Prostějov, PP Přerov, PP Šumperk, PP Zábřeh na Moravě)
- PJ Valašské Meziříčí (PP Kroměříž, PP Otrokovice, PP Vsetín)